# دقنيد

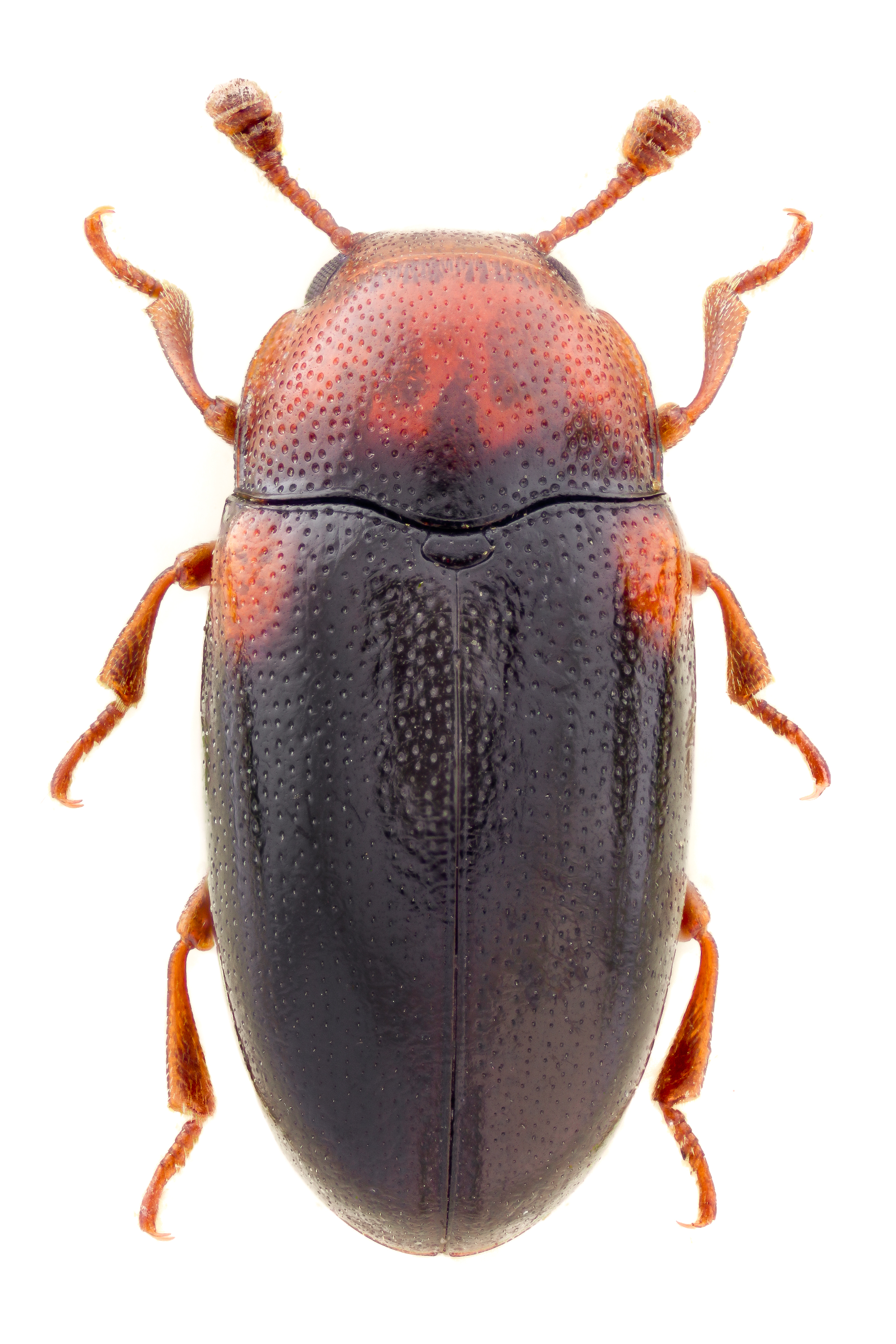
دقنيد داكن

الدِّقْنِيد هو جنس من الخنافس الفطرية الممتعة في فصيلة Erotylidae. هناك حوالي 19 نوعًا موصوفًا في الدقنيد. أجسامها صغيرة إهليلجية الشكل، تطول. نحو ٦ مم. رؤوسها مستعرضة صغيرة، عيونها بارزة. تآشيرها وملامسها نظامية. كواسلها كبيرة محدبة. أغمدها لاحفة مخددة.